# Beatport
Beatport — музичний інтернет-сервіс, що спеціалізується на електронній танцювальній музиці та культурі, що належить LiveStyle. Компанія розташована в Денвері, Лос-Анджелесі та Берліні. Beatport орієнтований в основному на діджеїв, продаючи цілі пісні, а також ресурси, які можна використовувати для реміксів. Він також керує спеціалізованим музичним потоковим сервісом, орієнтованим на діджеїв.